# Гурман, Изя Ильич
Изя (Израиль) Ильич Гурман (род. 15 июня 1949, Сталинабад, Таджикская ССР, СССР) — советский футболист, полузащитник.

## Биография
Начинал играть за юношескую команду «Нефтяник», потом за молодёжную сборную Таджикской ССР.
Начинал футбольную карьеру в команде «Нефтяник». Выступал за «Нефтяник» (Рудаки).
В 1974 году переехал в Казахстан, провел по одному сезон за «Янгиарык» и «Орбиту» из Кзыл-Орды.
Окончил Таджикский институт физической культуры.
В настоящее время он проживает в городе Нетивот, где работал тренером детско-юношеских футбольных команд Израиля.

## Достижения
- судья всесоюзной категории по футболу (30.12.1989)
- судья международной категории по футболу (1991)
- один раз (1991) входил в десятку лучших судей СССР

## Судейская статистика
| Турнир                    | Год       | Итого | Итого   | Итого    |
| Турнир                    | Год       | Всего | Главный | Лайнсмен |
| ------------------------- | --------- | ----- | ------- | -------- |
| Чемпионат СССР (Д1)       | 1985—1991 | 29    | 21      | 8        |
| Чемпионат СССР (Д2/Д3/Д4) | 1965—1991 | 87    | 53      | 34       |
| Кубок СССР                | 1984—1990 | 13    | 12      | 1        |
| Прочие матчи              | 1965—1990 | 4     | 4       | 0        |
| Всего матчей              | 1963—1980 | 133   | 90      | 43       |

## Семья
- Братья:
  - Гурман, Александр Ильич
  - Гурман, Борис Ильич
  - Гурман, Михаил Ильич
- Племянник Гурман, Марк Михайлович